# Metro Simulator
Metro Simulator är en tågsimulator som är baserad på Rotterdams tunnelbana. Simulatorn är fortfarande under utveckling men har släppts i betaversioner sedan 2010.
Den nyaste versionen är (december 2023) Beta 3.18.1.